# Zugmitteltrieb

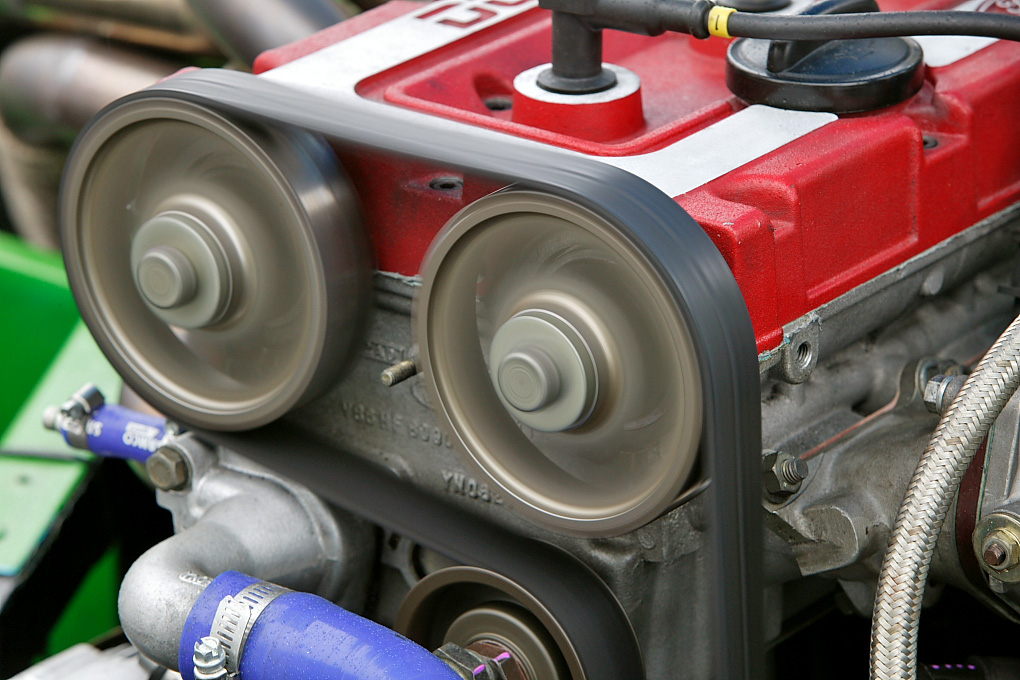
Zahnriemen zum Antrieb der Nockenwellen eines Verbrennungsmotors (Cosworth YB)

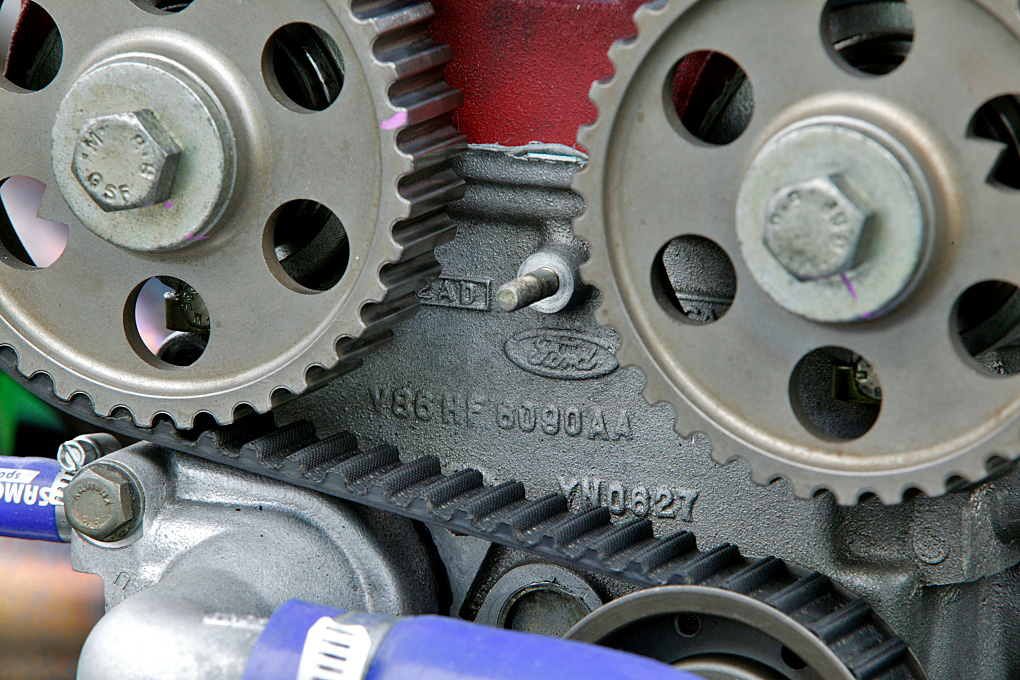
Derselbe Motor im Stillstand

Bei einem  Zugmitteltrieb – auch Zugmittelgetriebe oder Umschlingungsgetriebe genannt – wird zur Bewegungs- bzw. Kraftübertragung  zwischen voneinander weit entfernten Getriebe-Gliedern ein Zugmittel verwendet, das diese Glieder umschlingt. Das Zugmittelgetriebe ist eine der grundlegenden Getriebearten.
In vielen Fällen wird ein Zugmittelgetriebe zwischen i. d. R.  zwei rotierenden Wellen verwendet, wobei das Zugmittel ein geschlossener Treibriemen (Flach-, Keil- oder Rundriemen, oder ein Zahnriemen) oder eine geschlossene Kette (Fahrradkette o. ä.) ist. Die Kraft wird dabei nur in einem der beiden Trume des Zugmittels übertragen. Dieses wird als Lasttrum bezeichnet. Das rücklaufende lastfreie Trum wird Leertrum genannt.
Grundsätzlich unterscheidet man zwischen kraft- (Treibriemen) und formschlüssigen (Kette und Zahnriemen) Zugmitteltrieben.

## Kraftschlüssige Zugmitteltriebe
Kraftschlüssige Zugmitteltriebe sind alle Formen der Riementriebe, bei denen das Drehmoment durch die in der Kontaktfläche zwischen Riemen und Riemenscheibe wirkenden Reibkräfte übertragen wird. Dies ist z. B. bei Flachriemen, Keilriemen, Poly-V-Riemen (eine Sonderform des Keilriemens) und Rundriemen der Fall. Die Größe der auftretenden Reibkräfte hängt von der Vorspannung ab, die mit Hilfe einer Spannrolle oder über die Länge des Riemens eingestellt werden kann. Kraftschlüssige Riementriebe eignen sich nicht zur positionsgenauen Übertragung von Drehmomenten, da hierbei zwangsläufig Schlupf zwischen Riemen und Riemenscheibe auftritt.
Das übertragbare Drehmoment berechnet sich bei kraftschlüssigen Riementrieben mit Hilfe der Eytelweinschen Gleichung. Hierfür müssen die Größe der Umschlingungswinkel, die Vorspannung und die in der Kontaktfläche vorhandenen Reibfaktoren bekannt sein. Ebenso ist die auftretende Biegefrequenz während des Umlaufs zu berechnen.

## Formschlüssige Zugmitteltriebe
Formschlüssige Zugmitteltriebe sind Kettentriebe oder Zahnriementriebe. Hier wird das Drehmoment durch Räder mit einer entsprechenden formschlüssigen Profilierung (z. B. Zahnrad) von der Antriebswelle auf das Zugmittel bzw. dem Zugmittel auf die Abtriebswelle übertragen. Da kein Durchrutschen zwischen den eingreifenden Partnern möglich ist, können formschlüssige Zugmitteltriebe für Steueraufgaben eingesetzt werden, z. B. in Verbrennungsmotoren zur Synchronisation der Kurbelwellen- mit der Nockenwellenbewegung oder in Druckmaschinen.
Als Auslegungskriterium zählen hier vom Hersteller ermittelte Tabellen, die die maximale zu übertragende Leistung in Abhängigkeit von der Geschwindigkeit und den Zähnezahlen darstellen.

## Schwingungen
Zugmitteltriebe sind – wie Saiten – schwingungsfähige Gebilde, die zu Transversal- und Longitudinalschwingungen angeregt werden können. Mit Hilfe der vorhandenen Massenbelegung und Steifigkeiten können die Eigenfrequenzen berechnet werden. Ebenso koppeln sie die Trägheiten der An- und Abtriebswellen elastisch miteinander, so dass eine Torsionsschwingerkette entsteht.
Zur Dämpfung von Trumschwingungen werden Spannelemente mit dämpfenden Eigenschaften eingesetzt (z. B. hydraulischer Dämpfer), bei Ketten (meistens im Leertrum) auch Führungsschienen aus Aluminium oder Polyamid (z. T. auch Mischformen).
Bei Kettentrieben führt der beim Auftreten der Kette auf das Kettenrad entstehende Eingriffsstoß zu Geräuschen, die durch die Luft oder in Form von Körperschall auf andere Bauteile übertragen werden können.